# Pietà watykańska

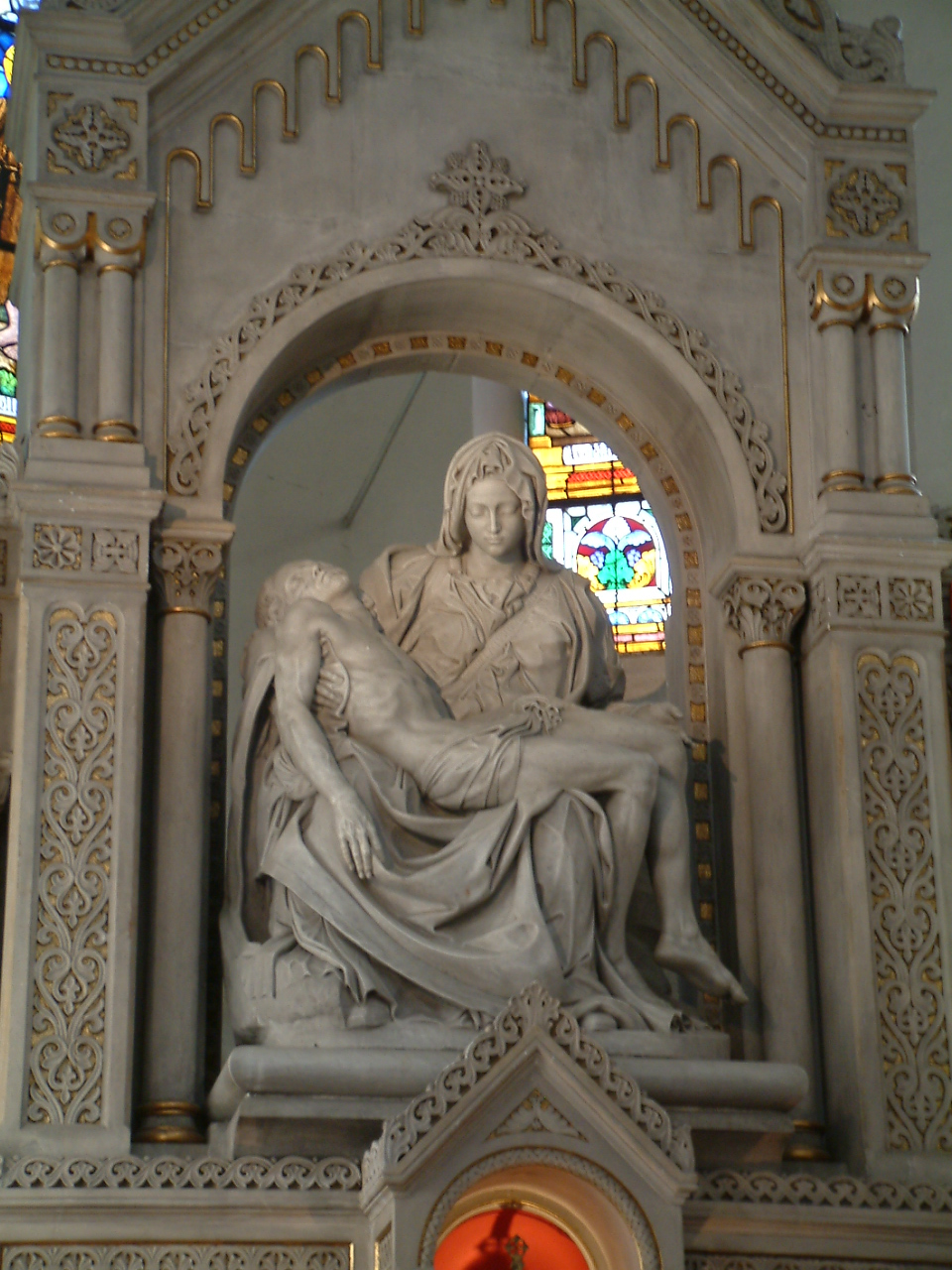
Kopia poznańska

Pietà watykańska lub Pietà [pjeˈta] – rzeźba Michała Anioła powstała w latach 1498–1500 i znajdująca się w bazylice św. Piotra na Watykanie.

## Opis
Jest to pierwsza z czterech piet Michała Anioła. Dzieło zostało wykonane z marmuru, który artysta wybrał osobiście, udając się w tym celu do Carrary. Transport bryły do Rzymu trwał dziewięć miesięcy.
To słynne dzieło przedstawia Maryję trzymającą w ramionach zdjętego z krzyża Jezusa. Madonna jest w typie nordyckim, lecz Michał Anioł nadał jej indywidualne rysy. Rzeźba odznacza się wyjątkową harmonią, stanowiąc klasyczny przykład renesansowego podejścia do dzieła sztuki. Madonna jest niewzruszona, nie ukazująca specyficznych cech ani uczuć. Rzeźba jest wykończona, co ją odróżnia od pozostałych dzieł Michała Anioła. Uważa się, że artysta nadał Piecie elegancki wygląd poprzez wypolerowanie jej powierzchni pumeksem.
Konstrukcja dzieła ma kształt piramidy, której wierzchołek stanowi głowa Marii. Rzeźba rozszerza się stopniowo w dół, aż do samej podstawy, na której rozpościera się szata.
Postacie nie są proporcjonalne ze względu na trudności, jakie wiązałyby się z przedstawieniem dorosłego mężczyzny trzymanego na kolanach kobiety. Jeśli Chrystus zachowałby naturalne wymiary, Madonna, w pozycji stojącej i z zachowaniem obecnych proporcji, miałaby około dwóch metrów wzrostu. Takie posunięcie ze strony rzeźbiarza mogło być celowe. Rzeźba została przeniesiona ze swojego pierwotnego miejsca i nie jest wiadome w jakiej pozycji znajdowała się wcześniej. Jeśli była umieszczona wysoko, Michał Anioł mógł celowo, ze względów optycznych, nadać jej takie proporcje. Jako że większa część postaci Madonny jest ukryta pod fałdami szat, wspomniana dysproporcja nie rzuca się w oczy i figury wyglądają naturalnie.
Ślady po ukrzyżowaniu są ograniczone do niewielkich ran po gwoździach i zaznaczenia rany w boku Jezusa. Ślady po gwoździach w stopach nie przechodzą „na wylot” do zewnętrznej części stóp. Madonna jest przedstawiona jako bardzo młoda kobieta i ten fakt doczekał się kilku interpretacji. Według niektórych młodość symbolizuje czystość, lecz inni komentatorzy łączą ten szczegół z uwielbieniem, jakie Michał Anioł żywił dla Boskiej komedii Dantego. Rzeźbiarz znał ten utwór bardzo dobrze i pewnego razu, będąc w Bolonii, odwdzięczył się za gościnność swoich gospodarzy, recytując kilka zwrotek. W trzeciej części (Raj), św. Bernard, w modlitwie do Marii mówi: "Vergine madre, figlia del tuo figlio" (Matko Dziewico, córko swego syna). Jeśli Chrystus jest jedną z trzech postaci Trójcy Świętej, Maria jest Jego córką, tak jak cała ludzkość, lecz również Jego matką. Właśnie dlatego, w opinii niektórych badaczy, Maria jest przedstawiona jako młoda kobieta.
Tą pracą Michał Anioł jako pierwszy rzeźbiarz florencki podjął motyw formalny pochodzący z północy. Kompozycja pełna kontrastów: najbardziej zewnętrzny polega na przeciwstawieniu helleńsko pięknego ciała Chrystusa spoczywającego bezwładnie na kolanach Marii z iście gotycką obficie zrytmizowaną draperią szat. Następny polega na kontraście między pięknością i dynamiką układu brył a dostojną statycznością całej grupy. I ostatni, między naturalistycznie wiernie przedstawionymi postaciami a nastrojem sakralnego skupienia i hieratycznej powagi.

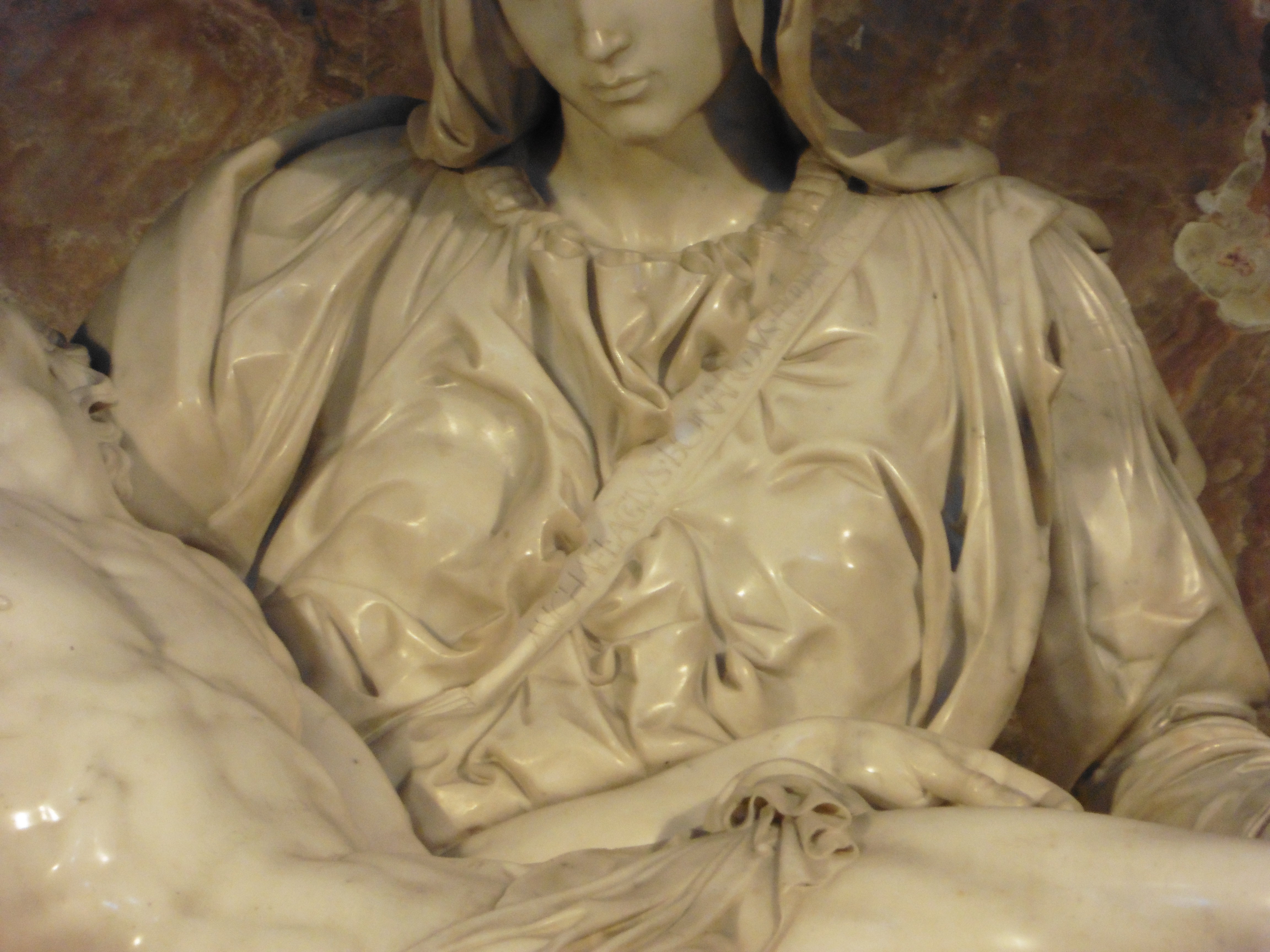
Pietà watykańska – podpis autora "MICHAEL ANGELUS BONAROTUS FLORENT FACIBAT"

## Historia
Wykonanie rzeźby zostało zlecone przez francuskiego kardynała Jeana Bilhères’a, oddelegowanego do Rzymu. Jako że przed przeniesieniem jej w obecne miejsce w XVIII wieku, rzeźba znajdowała się w kaplicy św. Petroneli, gdzie pochowany został zleceniodawca, przypuszcza się, że oryginalnie miała stanowić część jego nagrobka.
Kilka dni po wystawieniu rzeźby na widok publiczny Michał Anioł usłyszał, że autorstwo dzieła jest przypisywane Cristoforo Solariemu. Pod wpływem złości, na szarfie znajdującej się na piersi Marii, umieścił napis "MICHAEL ANGELUS BONAROTUS FLORENT FACIBAT" (Uczynił to Florentczyk, Michał Anioł Buonarroti). Później żałował tej impulsywnej i pod wpływem urażonej dumy podjętej decyzji i przysiągł nigdy więcej nie podpisywać dzieła swych rąk.
21 maja 1972 Pietà Michała Anioła została uszkodzona przez 33-letniego Laszló Thóta, australijskiego geologa urodzonego na Węgrzech, który krzycząc „Ja jestem Jezusem Chrystusem”, uderzył ją kilkadziesiąt razy młotkiem, odłupując lewe ramię Madonny aż do łokcia, łamiąc nos i uszkadzając twarz. Po ataku dzieło zostało pieczołowicie odrestaurowane i zwrócone na swoje miejsce w bazylice św. Piotra, po prawej stronie tuż przy wejściu, pomiędzy Świętymi Drzwiami i ołtarzem św. Sebastiana. Obecnie dzieło jest chronione pancerną szybą. Kaplica Piety to miejsce gdzie papieże zakładają ornat przed obrzędami liturgicznymi w bazylice.
W Polsce kopie Piety watykańskiej znajdują się, m.in.: w Kościele Imienia Jezus we Wrocławiu, Kościele Matki Boskiej Bolesnej w Poznaniu oraz Kościele Matki Odkupiciela w Radomiu. 